# Egira curialis
Egira curialis là một loài bướm đêm trong họ Noctuidae.